# Ranulfo Cortés
Ranulfo Cortés (9 de julho de 1934) é um ex-futebolista mexicano que atuava como atacante.

## Carreira
Ranulfo Cortés fez parte do elenco da Seleção Mexicana de Futebol, na Copa do Mundo de 1954.